# Banana Pi
Banana Pi je potpun računar na jednoj tabli, koji pokreće Android, Ubuntu i Debian operativni sistem. Takođe, može da pokreće i Raspbian ako može da ispuni procesorske zahteve Debian armhf porta. On koristi Allwinner A20 sistem na čipu i kao takva podržana je od linux-sunxi porta. Ploče se prave u Kini. 
Platforma Banana Pi je otvorenog koda, dizajnirana za podršku operativnih sistema otvorenog koda.

## Banana Pi M1
Banana Pi M1 ima hardver:procesor 1Ghz ARMv7 sa 2 jezgra, 1GB DDR3 SDRAM-a, Gigabit internet port, SATA ulaz za spoljašnje uređaje
|                 | Banana Pi M1 |
| --------------- | --- |
| Procesor        | A20 ARM Cortex -A7 Dvo-jezgarni                                                                                          |
| Grafika         | ARM Mali400MP2Complies sa OpenGL ES 2.0/1.1                                                                              |
| Memorija        | 1GB DDR3 |
| Mreža           | 10/100/1000 Ethernet RJ45                                                                                                |
| Video ulaz      | CSI ulazni konektor omogućuje priključak modula dizajnirane kamere                                                       |
| Video izlaz     | HDMI, CVBS, LVDS/RGB |
| Audio izlaz     | 3.5mm utikač i HDMI |
| Izvor napajanja | 5 volta preko Micro USB (DC izvor) i / ili Micro USB OTG                                                                 |
| USB 2.0 portovi | 2 (direktno iz Allwinner A20 čip)                                                                                        |
| GPIO (pinovi)   | GPIO, UART, I2C magistrala, SPI magistrala, sa dva selektovana čipa, CAN magistrala , ADC, PWM, +3.3V, +5V, GND (zemlja) |
| LED             | Taster za uključivanje i RJ45                                                                                            |

GPIO specifikacija pinova (pinovi opštih namena ulaz/izlaz) Banana Pi 26-pin GPIO. Banana Pi ima 26 pinova koji se poklapaju sa modelima A i B Raspberry Pi.

Banana Pi nije u direktnoj vezi sa Raspberry Pi fondacijom, iako ima mnogo sličnosti. Izgled ploče i raspored na njoj je veoma sličan sa pločom Raspberry Pi, za oko 10% je veća i rezlikuju se konektori. Ne mogu se svi dodaci za Raspberry Pi uklopiti na Banana Pi ploču.

## Operativni sistemi koje podržava Banana Pi
- Debian za Banana Pi (Linux kernel 3.4.107 i mainline; 2015-01-16)
- Raspbian za Banana Pi (Linux kernel 3.4.103; 2014-12-26)
- Scratch za Banana Pi (Pokreni na Scratch direktno) (Linux kernel 3.4.103)
- Lubuntu za Banana Pi (Linux kernel 3.4.103; 2014-12-26)
- openSUSE za Banana Pi (openSUSE v1412; Linux kernel 3.4.103; 2014-12-26)
- Archlinux za Banana Pi (Linux kernel 3.4.103; 2014-12-26)
- Bananian Linux Архивирано на веб-сајту  (22. август 2014) (baziran na Debian operativnom sistemu; Linux kernel 3.4.104+; 2015-01-11)
- Android 4.2.2 & 4.4 za Banana Pi (Linux kernel 3.4.39+, 4.4 ne podržava bežičnu konekciju i ima mnogo grešaka, 4.2.2 ne podržava sve aplikacije u Koreji)
- Fedora za Banana Pi (Linux kernel 3.4.103; 2014-12-26)
- Kano za Banana Pi (Linux kernel 3.4.103)
- nOS za Banana Pi (Linux kernel 3.4.103)
- Kali Linux za Banana Pi (Linux kernel 3.4.103)
- NetBSD 7.0

## Izvorni kodovi
- Bananapi-dev
- BPI tim Githu-a
- LeMaker Github
- BananaPI SDK

## Spoljašnje veze
- Banana Pi zvanični sajt
- Raspberry Pi zvanični sajt
- Debian
- Archlinux
- Bananian Linux Архивирано на веб-сајту  (22. август 2014)
- NetBSD 7.0
- Bananapi-dev
- BPI tim Githu-a
- LeMaker Github
- BananaPI SDK